# Сеса
Сеса (фр. Ceyssat) је насеље и општина у централној Француској у региону Оверња, у департману Пиј де Дом која припада префектури Клермон Феран.
По подацима из 2011. године у општини је живело 657 становника, а густина насељености је износила 21,78 становника/km². Општина се простире на површини од 30,17 km². Налази се на средњој надморској висини од 790 метара (максималној 1.410 m, а минималној 757 m).

## Демографија
| 1962. | 1968. | 1975. | 1982. | 1990. | 1999. | 2011. |
| ----- | ----- | ----- | ----- | ----- | ----- | ----- |
| 323   | 348   | 343   | 364   | 424   | 467   | 657   |

График промене броја становника у току последњих година